# Incidente fisico
Un incidente fisico è un evento negativo inatteso, le cui conseguenze si riversano sulla vita o sulla salute umana.

## Tipi
Esistono numerosi tipi di incidente fisico: dalla collisione alla ferita causata da oggetti taglienti, dalla scottatura con oggetti e liquidi ad alta temperatura alla folgorazione elettrica, dall'esposizione a radiazioni pericolose al procurarsi danni fisici.

## Cause e responsabilità
Le cause degli incidenti vengono spesso analizzate per poter prevenire simili casi futuri.
Gli incidenti, in quanto tali, non sono voluti, o almeno lo sono solo in parte. Comprendono infatti una componente "accidentale", che può essere associata a varie cause, conosciute o ignote, che possono essere ricondotte a fattori umani (ad esempio: negligenza, stanchezza, distrazione, ecc.), fattori esterni (ad esempio: condizioni meteorologiche, terremoti, animali, ecc.), o dalla correlazione di più fattori ("coincidenza").
Non per tutti gli incidenti è possibile individuare le cause e gli eventuali responsabili.